# 柿沼郭
柿沼 郭（かきぬま かく、1954年6月1日 - ）は、NHKの元アナウンサーで、男声アカペラコーラスグループ、ジョリー・ラジャーズのメンバー。

## 人物
小学3年から高校卒業まで埼玉県加須市で育つ。埼玉県立不動岡高等学校を経て早稲田大学第一文学部卒業後、1978年に入局した。2019年3月に退職した。退局当時の役職はエグゼクティブアナウンサーであった。退局後はコーラスグループ「ジョリー・ラジャーズ」の一員となった。
趣味はコーラス。1997年よりアマチュアの男声合唱団に所属していた。母校の早大では早稲田大学グリークラブに所属していたため、NHKには入局前に出演経験がある他、OB会で海外に演奏旅行をしたこともある。

## 現在の担当番組
- Eテレ びじゅチューン! 曲名読み上げ

## 過去の担当番組
- FMリクエストアワー（鳥取局・神戸局）
- スタジオ神戸（同）
- イブニングネットワーク東海
- ひるどき日本列島（1994年4月 - 1997年3月）
- 日本 映像の20世紀（1999年4月10日 - 2000年3月25日、NHK教育）
- 土曜オアシス（2000年4月 - 2003年3月）
- にんげんゆうゆう（2001年4月 - 2002年3月）
- NHKニュースおはよう日本（2003年4月 - 2005年3月、5:00 - 7:00）
- 愛・地球博閉会式司会（2005年9月25日）
- ほっとイブニング（2005年4月 - 2008年3月）
- 柿沼アナの東海ピックアップ（2007年4月 - 2008年3月）
- 大河ドラマ義経（2005年度、オープニングナレーション）
- ふたりでマゴまご!（2005年度より毎年敬老の日に放送）

※下の2本は名古屋転勤前後のものであるが、『義経』は本編の担当でなかったこと、『マゴまご』は敬老の日の単発特番であることから、名古屋転勤後も引き続いて担当した。
- ニュースウオッチ9（2010年12月17日、ナレーション、和田源二アナの代理）
- ふるさとラジオ・つながるラジオ（2008年4月 - 2013年3月）
- ラジオあさいちばん（2013年4月 - 2015年3月27日、平日）
- NHKマイあさラジオ （2015年4月4日 - 2016年4月3日、土日）
- ちきゅうラジオ[1]（2016年4月9日 - 2019年3月24日、土日）